# Lijst van voetbalinterlands Botswana - Gabon
Deze lijst van voetbalinterlands is een overzicht van alle officiële voetbalwedstrijden tussen de nationale teams van Botswana en Gabon. De landen speelden tot op heden een keer tegen elkaar. Dat was een vriendschappelijke wedstrijd op 14 november 2017 in Franceville.

## Wedstrijden
| № | Plaats      | Datum            | Competitie        | Wedstrijd        | Uitslag |
| - | ----------- | ---------------- | ----------------- | ---------------- | ------- |
| 1 | Franceville | 14 november 2017 | Vriendschappelijk | Gabon − Botswana | 0 − 0   |

## Samenvatting
| Competitie        | Totaal gespeeld | Winst Botswana | Gelijk | Winst Gabon | Doelsaldo Botswana – Gabon |
| ----------------- | --------------- | -------------- | ------ | ----------- | -------------------------- |
| Vriendschappelijk | 1               | 0              | 1      | 0           | 0 − 0                      |
| Totaal            | 1               | 0              | 1      | 0           | 0 − 0                      |

Wedstrijden bepaald door strafschoppen worden, in lijn met de FIFA, als een gelijkspel gerekend.